# Érick Zonca
Pour les articles homonymes, voir Zonca.
Érick Zonca, né le 10 septembre 1956 à Orléans, est un réalisateur  et scénariste français.

## Biographie
Érick Zonca est né de parents d'origine italienne installés à Orléans, où son père est entrepreneur de BTP. Après quelques études de philosophie jamais abouties, il part vivre à New York où il exerce des petits boulots, puis rentre en France à l'âge de trente ans, sans travail ni qualifications. Il réussit alors à obtenir un stage pour un film institutionnel et travaille ensuite comme assistant réalisateur sur les émissions d'Arthur. Il réalise son premier court-métrage en 1992 avant de connaître, pour son premier film La Vie rêvée des anges un succès immédiat récompensé par le César du meilleur film en 1999.
Érick Zonca tourne ensuite Le Petit Voleur, une fiction produite par Arte qui connaît également une diffusion en salles. Il attend ensuite près de dix ans avant de réaliser un nouveau long-métrage pour le cinéma, travaillant dans l'intervalle pour la publicité (en particulier McDonald's et Coca-Cola). Son contrat d'exclusivité avec l'agence de publicité Première Heure lui donne les moyens de continuer d'écrire pour le cinéma. Il rédige le scénario de Julia alors qu'il est lui-même en proie à une dépendance alcoolique. Ce nouveau film est cependant un échec commercial, qui conduit Érick Zonca à retourner à la publicité pendant plusieurs années. En 2014, il tourne pour Canal + le téléfilm Soldat blanc, consacré à la guerre d'Indochine, qui remporte en 2015 un International Emmy Award.
Fleuve noir, dont le casting réunit Vincent Cassel, Romain Duris, Sandrine Kiberlain, Élodie Bouchez et Hafsia Herzi sort en juillet 2018[réf. nécessaire].

## Filmographie

### Réalisateur

#### Cinéma

##### Longs métrages
- 1998 : La Vie rêvée des anges
- 1999 : Le Petit Voleur
- 2008 : Julia
- 2018 : Fleuve noir

##### Courts métrages
- 1993 : Rives
- 1994 : Éternelles
- 1997 : Seule
- 2015 : Lorsque l'amour sera mort

#### Télévision
- 2014 : Soldat blanc (téléfilm)

### Scénariste
- 1997 : Seule (court métrage)
- 1998 : La Vie rêvée des anges
- 1999 : Le Petit Voleur
- 2000 : Le Secret

## Distinctions et nominations
- 1996 : Prix de l'« Aide à la création » de la Fondation Gan pour le cinéma
- 1998 : En compétition au 51e Festival de Cannes pour La Vie rêvée des anges
- 1999 : Lumière du meilleur film pour La Vie rêvée des anges
- 1999 : César du meilleur film pour La Vie rêvée des anges
- 1999 : Nomination au César du meilleur réalisateur pour La Vie rêvée des anges
- 1999 : Nomination au César du meilleur scénario original ou adaptation pour La Vie rêvée des anges
- 1999 : Nomination au César de la meilleure première œuvre pour La Vie rêvée des anges
- 1999 :  Chevalier de l'ordre des Arts et des Lettres[6]
- 1999 : Fipa d'Or au Fipa de Biarritz pour Le Petit Voleur
- 2008 : En compétition au 58e Festival de Berlin pour Julia
- 2015 : International Emmy Award du meilleur téléfilm ou de la meilleure mini-série pour Soldat blanc